# メンガ
メンガ（学名: Afzelia xylocarpa、中国語: 緬茄、タイ語: มะค่าโมง）あるいはベン（クメール語: បេង ベーン）は、乾燥した常緑樹林に自生し、東南アジアを中心に分布する中高木である。ベトナム、カンボジア、ラオス、タイ、ミャンマーに自然分布し、中華人民共和国南中央部や南東部、海南島に見られるものは移入されたものである。材は鮮褐色で濃色の美しい縞模様が見られ気乾比重は0.85、光沢が美しく収縮率は小、耐久性が大きい。家屋建築、柱を作る木材、宗教で用いられる数珠として使われている。
毎年約三月から四月まで開花する。花は小花で目立たないが、乾期の時に厚くて硬くて大きくて財布のような果実が出て、果実の中に数個の黒い種子と橙色か赤色の仮種被が入っている。

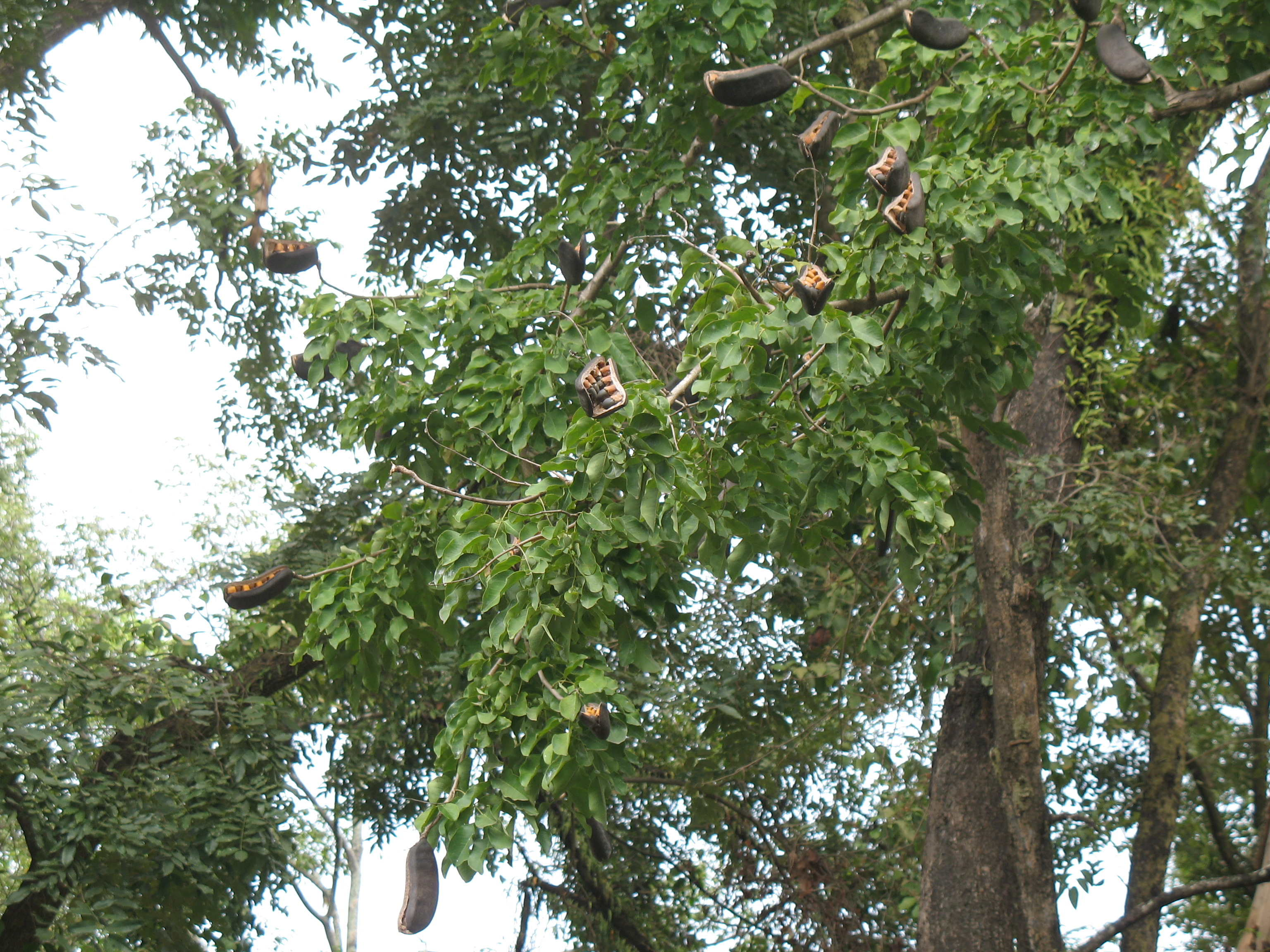
枝に果実のなった姿。ラオスにて。
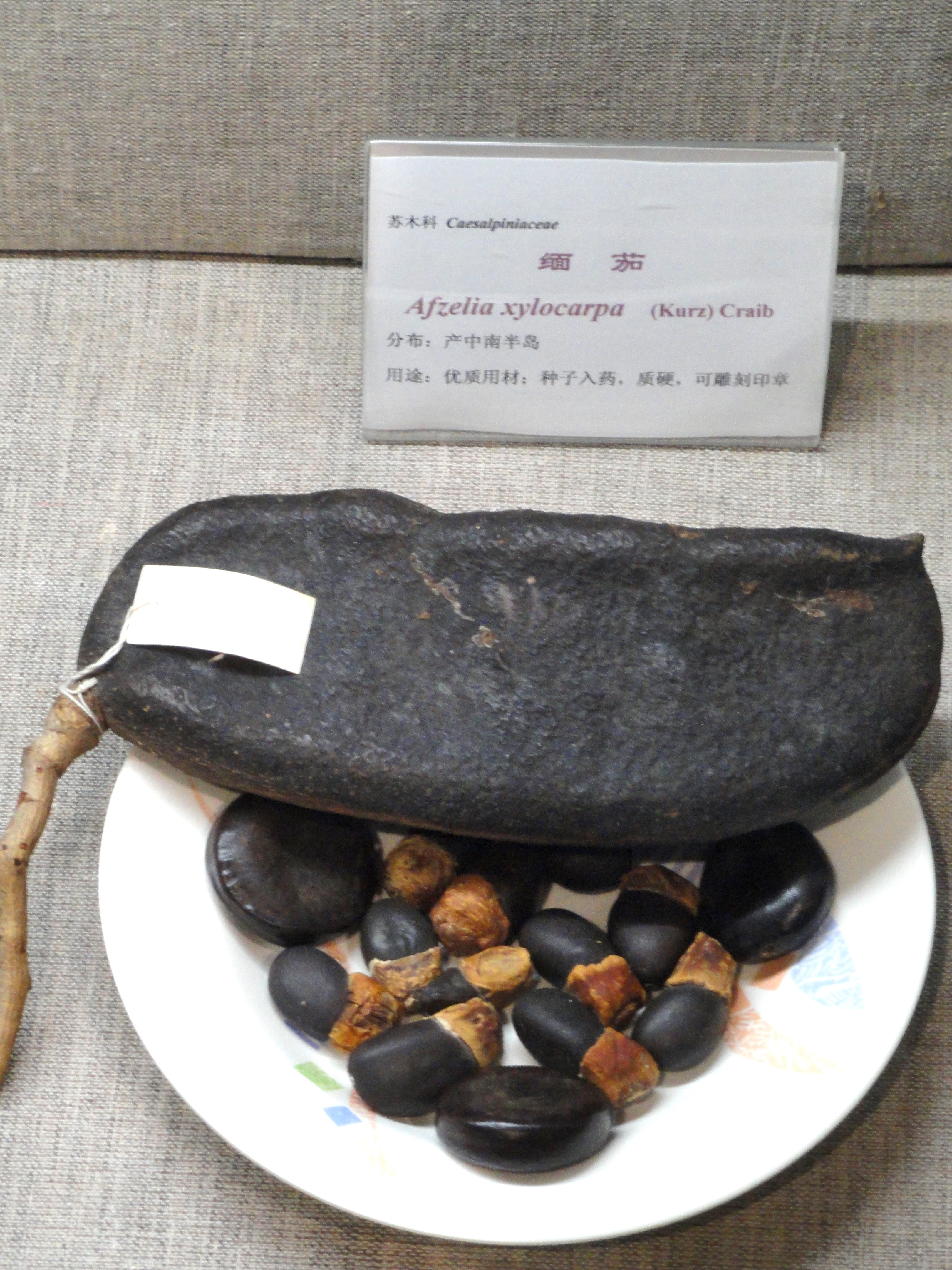
果実と種子。

## 諸言語における呼称
- タイ語: มะค่าโมง /mákʰâː mōːŋ/（マカー・モーン）
- クメール語: បេង[6] /bèːŋ/（ベーン）
- ベトナム語: gõ đỏ、cà te[7]